# Виктор Верникос
Виктор Верникос Јергенсен (грч. Βίκτορ Βερνίκος Γιούργκενσεν; октобар 2006) је грчки певач и кантаутор. Он ће представљати Грчку на Песми Евровизије 2023. у Ливерпулу, у Уједињеном Краљевству, са песмом What They Say.

## Биографија
Виктор Верникос је рођен у октобру 2006. године у Атини од оца Данца и мајке Гркиње. Са четири године почео је са часовима клавира, са осам са часовима певања, а са десет са часовима гитаре. Почео је да пише сопствене песме са једанаест година, а своју музику продуцира од 2021. године. Исте године, Верникос је први пут објавио песму коју је написао и продуцирао у потпуности сам.
Верникос је 2022. објавио да је послао песму грчком јавном емитеру  како би се размотрила за учешће на Песми Евровизије 2023. Дана 28. децембра 2022. године откривено је да је његова песма What They Say ушла у ужи избор од седам кандидата. Потом је ушао у ужи избор од три кандидата. ЕRТ је 30. јануара 2023. објавио да је Верникос изабран да представља Грчку на Песми Евровизије 2023. Он ће бити најмлађи извођач који је представљао Грчку на Песми Евровизије.

## Дискографија

### Синглови
- 2020 –
- 2021 –
- 2021 –
- 2022 –
- 2022 –
- 2022 –
- 2022 –
- 2023 –